# Polynema anantanagana
Polynema anantanagana är en stekelart som beskrevs av Narayanan 1961. Polynema anantanagana ingår i släktet Polynema och familjen dvärgsteklar. Inga underarter finns listade i Catalogue of Life.